# Annopole Stare
Annopole Stare [annɔˈpɔlɛ ˈstarɛ] est un village polonais de la gmina de Zduńska Wola dans le powiat de Zduńska Wola et dans la voïvodie de Łódź. Il se situe à environ 11 kilomètres au nord-ouest de Zduńska Wola et à 45 kilomètres à l'ouest de Łódź.